# Eupithecia issyka
Eupithecia issyka là một loài bướm đêm trong họ Geometridae.